# Менджехув (гміна)
Гміна Менджехув (пол. Gmina Mędrzechów) — сільська гміна у південній Польщі. Належить до Домбровського повіту Малопольського воєводства.
Станом на 31 грудня 2011 у гміні проживало 3557 осіб.

## Територія
Згідно з даними за 2007 рік площа гміни становила 43.67 км², у тому числі:
- орні землі: 73.00%
- ліси: 12.00%

Таким чином, площа гміни становить 8.29% площі повіту.

## Населення
Станом на 31 грудня 2011:
| Опис     | Загалом | Загалом | Чоловіки | Чоловіки | Жінки | Жінки |
| -------- | ------- | ------- | -------- | -------- | ----- | ----- |
| одиниця  | осіб    | %       | осіб     | %        | осіб  | %     |
| все      | 3557    | 100     | 1749     | 49.17    | 1808  | 50.83 |
| міське   | 0       | 100     | 0        |          | 0     |       |
| сільське | 3557    | 100     | 1749     | 49.17    | 1808  | 50.83 |

## Сусідні гміни
Гміна Менджехув межує з такими гмінами: Болеслав, Домброва-Тарновська, Новий Корчин, Олесно, Пацанув, Щуцин.